# Земное время
Земное время, Terrestrial Time (ТТ) — современный астрономический стандарт, разработанный Международным астрономическим союзом для определения времени астрономических наблюдений, сделанных с поверхности Земли. Земное время является наследником динамического времени и эфемеридного времени.
Земное время отличается от шкалы времени, используемого для повседневного применения (UTC). Единица времени TT — секунды в системе СИ, основанные на стандарте цезиевых атомных часов.
Краткого обзора TT, данного ниже, достаточно для миллисекундных точностей измерений. Полное текущее определение TT вовлекает теорию относительности.

## Обзор
Там, где миллисекундной точности достаточно, TT может быть получено в итоге следующими способами:
- С точностью миллисекунды или лучше, TT идет параллельно атомной шкале времени (Международное атомное время, TAI) поддержанный BIPM. TT опережает TAI: TT = TAI + 32,184 секунды. Смещение в 32,184 секунды сложилось исторически, для сохранения преемственности с эфемеридным временем.